# Lotta Körner
Charlotta "Lotta" Körner, född 1813, död 1902, var en svensk illustratör. 
Hon var dotter till inspektören Olof Danielsson och Gottliebe Christina Körner, och gifte sig 1833 med sin kusin Magnus Körner. 
Hon var verksam som illustratör, och deltog bland annat i arbetet med de 20 häftena av Illuminerade figurer till Skandinavisk fauna (1829-40) som handkolorist.  Hon fortsatte att driva Körners ateljé som änka från 1864 fram till sin död.

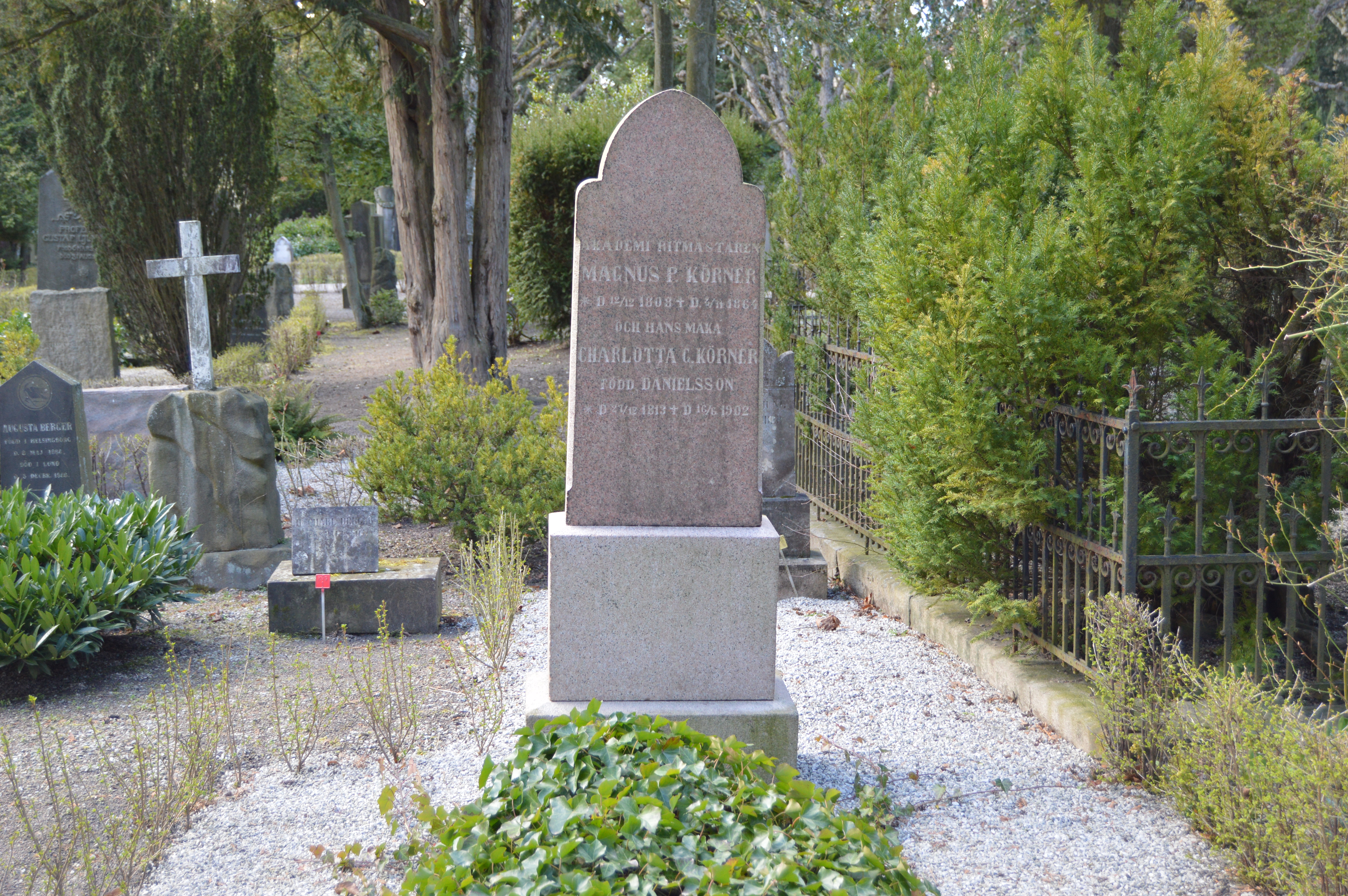
Charlotta G. Körner född Danielssons gravvård på Östra kyrkogården i Lund.